# Hemigymnus
Hemigymnus és un gènere de peixos de la família dels làbrids i de l'ordre dels perciformes.

## Taxonomia
- Hemigymnus fasciatus (Bloch, 1792)
- Hemigymnus melapterus (Bloch, 1791)[1][2]